# Тангара-да-Серра (микрорегион)

Тангара-да-Серра на карте.

Тангара-да-Серра (порт. Microrregião de Tangará da Serra) — микрорегион в Бразилии, входит в штат Мату-Гросу. Составная часть мезорегиона Юго-запад штата Мату-Гроссу. Население составляет 138 202 человека на 2006 год. Занимает площадь 23 728,712 км². Плотность населения — 5,8 чел./км².

## Статистика
- Валовой внутренний продукт на 2003 год составляет 865 794 181,00 реалов (данные: Бразильский институт географии и статистики).
- Валовой внутренний продукт на душу населения на 2003 год составляет 6872,82 реала (данные: Бразильский институт географии и статистики).
- Индекс развития человеческого потенциала на 2000 год составляет 0,752 (данные: Программа развития ООН).

## Состав микрорегиона
В составе микрорегиона включены следующие муниципалитеты:
1. Барра-ду-Бугрис
2. Денизи
3. Нова-Олимпия
4. Порту-Эстрела
5. Тангара-да-Серра